# Le Rêve européen
Le Rêve européen ou comment l'Europe se substitue peu à peu à l'Amérique dans notre imaginaire (The European Dream: How Europe's Vision of the Future Is Quietly Eclipsing the American Dream) est un livre de Jeremy Rifkin paru en 2004.
Rifkin y décrit l'émergence de l'Union européenne durant les dernières décennies, ainsi que les différences entre les valeurs européennes et celles des États-Unis. Il indique pourquoi l'Europe, qu'il décrit comme un modèle réellement post-moderne, est une superpuissance économique rivalisant avec les États-Unis d'Amérique, ce qui pour certains est un point de vue étonnant.
Pour Rifkin, le « rêve américain » est sur le point d'être remplacé par le « rêve européen », plus respectueux de l'humain et de l'écologie.

## Analyses
L'instauration de l'euro comme monnaie unique en 2002 portait, notamment, une promesse de gain de pouvoir d'achat et de stabilité dans la zone euro.
L'enthousiasme et l'optimisme europhile des populations d'Europe de l'Est lors des élargissements de 2004 est souvent un bon exemple de cet imaginaire.
La Révolution ukrainienne de 2014 est tout de même liée à un mouvement populaire d'opposition à la politique du gouvernement trop centrée sur la Russie autoritaire de Poutine (Euromaidan).

## Prix et récompenses
- Lauréat du prix de littérature Corine (meilleur livre économique) en 2004